# Rivière Fréville
Pour les articles homonymes, voir Fréville.
La rivière Fréville est un affluent du lac Duchat, coulant dans le territoire de Rouyn-Noranda, dans la région administrative de l’Abitibi-Témiscamingue, au Québec, au Canada.
La rivière Fréville coule entièrement en territoire forestier. La foresterie constitue la principale activité économique de ce bassin versant ; les activités récréotouristiques, en second.
Le bassin versant de la rivière Fréville est desservie par la route 101 et le chemin du Lac-Boissonault.
Annuellement, la surface de la rivière est habituellement gelée de la mi-novembre à la mi-avril, toutefois la circulation sécuritaire sur la glace se fait généralement de la mi-décembre à la fin mars.

## Géographie
La rivière Fréville prend sa source au croisement de deux ruisseaux forestiers dans la partie nord de Rouyn-Noranda, soit presqu’à la limite de la municipalité de Taschereau. Cette source est située à 1,5 km à l'est de la route 101 et du côté nord-ouest du lac Boissonault.
Les principaux bassins versants voisins de la rivière Fréville sont :
- côté nord : lac Macamic, rivière Loïs, rivière La Sarre, ruisseau du Lièvre ;
- côté est : lac Duchat, lac Loïs, rivière Villemontel, ruisseau Lépine ;
- côté sud : ruisseau Lépine, Petit lac Dufresnoy, rivière Dufresnoy, lac Dufresnoy ;
- côté ouest : rivière Lanaudière, rivière Poularies, rivière Duparquet, lac Abitibi.

À partir de sa source, la rivière Fréville coule sur 12,0 km selon les segments suivants :
- 6,4 km vers le nord-est en zone forestière, jusqu’à la décharge (venant du nord-ouest du lac Fabiola ;
- 2,2 km vers l’est, jusqu’à un ruisseau (venant du sud) ;
- 3,4 km vers le nord-est en traversant une zone de marais en fin de segment, jusqu’à son embouchure[1]

Cette embouchure est localisée à :
- 21,6 km au sud-est de l’embouchure de la rivière Loïs ;
- 29,7 km à l’est de l’embouchure de la rivière La Sarre ;
- 15,5 km à l’est du centre du village de Sainte-Germaine ;
- 44,8 km à l’est de la frontière de l’Ontario ;
- 95,2 km à l’est de l’embouchure du Lac Abitibi ;
- 37,9 km au nord du centre-ville de Rouyn-Noranda.

L’embouchure de la rivière Fréville est située sur la rive ouest du lac Duchat, lequel constitue le lac de tête de la rivière Loïs ; cette dernière coule vers le nord pour se déverser sur la rive sud du lac Macamic. De là, le courant traverse le lac Macamic vers le nord, puis emprunte le cours de la rivière La Sarre, jusqu’à la rive nord-est du lac Abitibi. De là, le courant traverse le lac Abitibi sur 83,4 km vers l’ouest jusqu’à son embouchure, en contournant cinq grandes presqu’îles s’avançant vers le nord et plusieurs îles.
À partir de l’embouchure du lac Abitibi, le courant emprunte le cours de la rivière Abitibi, puis de la rivière Moose pour aller se déverser sur la rive sud de la baie James.

## Toponymie
Fréville se réfère à un patronyme de famille d'origine française.
Le toponyme rivière Fréville a été officialisé le 4 février 1982 à la Commission de toponymie du Québec.